# وون بین
وون بین (به هانگول: 원빈؛ به انگلیسی: Won Bin، نام تولد: کیم دو-جین؛ به هانگول: 김도진. زادهٔ ۱۰ نوامبر ۱۹۷۷) بازیگر اهل کرهٔ جنوبی است.

وی پس از ایفای نقش در سریال پاییز در قلبم در سال ۲۰۰۰، به محبوبیّت چشم‌گیری دست یافت و سپس در فیلم‌های «ته‌گوکی»، «مادر» و «مردی از هیچ‌کجا» به ایفای نقش پرداخت.

## فیلم‌شناسی

### فیلم‌ها
| سال  | عنوان          | عنوان کره‌ای     | نقش        |
| ---- | -------------- | --------------- | ---------- |
| ۲۰۰۱ | حرف و تفنگ     | 킬러들의 수다   | ها-یون     |
| ۲۰۰۴ | ته‌گوکی         | 태극기 휘날리며 | لی جین-سوک |
| ۲۰۰۴ | برادر من       | 우리형          | جونگ-هیون  |
| ۲۰۰۹ | مادر           | 마더            | دو-جون     |
| ۲۰۱۰ | مردی از هیچ‌کجا | 아저씨          | چا ته-شیک  |

### سریال‌ها
| سال  | عنوان           | نقش           | شبکه            |
| ---- | --------------- | ------------- | --------------- |
| ۱۹۹۷ | پیشنهاد         |               | کی‌بی‌اس          |
| ۱۹۹۸ | آماده، حرکت!    | هان سونگ-جو   | ام‌بی‌سی          |
| ۱۹۹۹ | کوان‌کی          | کانگ مین      | کی‌بی‌اس          |
| ۲۰۰۰ | ایستگاه کوچک    |               | کی‌بی‌اس          |
| ۲۰۰۰ | عشق مرد خشن     | سونگ میونگ-ته | کی‌بی‌اس          |
| ۲۰۰۰ | پاییز در قلب من | هان ته-سوک    | کی‌بی‌اس          |
| ۲۰۰۲ | دوستان          | کیم جی-هون    | تی‌بی‌اس و ام‌بی‌سی |